# Duck Duck Goose
Duck Duck Goose (Nederlands: Duck Duck) is een Amerikaans-Chinees computeranimatiefilm uit 2018, geregisseerd door Chris Jenkins.

## Verhaal
Peng (Jim Gaffigan) is een onvolwassen vrijgezellengans. Hij raakt gewond bij het redden van de jonge eendjes Chao (Lance Lim) en Chi (Zendaya) wanneer die door een kat worden aangevallen. Nu moet hij uitzoeken hoe hij voor de kleine eendjes kan zorgen. Met zijn drieën reizen ze naar het zuiden.

## Stemverdeling
| Personage | Engelse stem    | Nederlandse Stem (Just Film versie) | Nederlandse stem (Netflix versie) |
| --------- | --------------- | ----------------------------------- | --------------------------------- |
| Peng      | Jim Gaffigan    | Daan van Rijssel                    | Kevin Hassing                     |
| Chi       | Zendaya         | Liza Sips                           | Jolijn Henneman                   |
| Chao      | Lance Lim       | Patrick Martens                     | Justin Swagerman                  |
| Banzou    | Greg Proops     | Johnny Kraaijkamp jr.               | Wiebe-Pier Cnossen                |
| Jinjing   | Natasha Leggero | Kim-Lian van der Meij               | Daisy Duin                        |
| Frazier   | Stephen Fry     |                                     | Sander de Heer                    |
| Giles     | Craig Ferguson  | Niels Vogel                         | Louis van Beek                    |
| Larry     | Carl Reiner     | Hero Muller                         | Reinder van der Naalt             |
| Edna      | Jennifer Grey   |                                     |                                   |